# LRC
LRC es un formato de archivos que contienen la letra de ficheros multimedia (normalmente canciones MP3 u OGG, pero también video), que es reconocido por muchos programas y dispositivos reproductores (sobre todo portátiles) capaces de mostrar información en una pantalla LCD o semejante.

## Información general
El formato LRC fue creado aparentemente por la empresa responsable del software "Shiang-shiang's Lyrics Displayer". No hay documentación confiable al respecto pero las pocas referencias en Internet apuntan a esa teoría.
Se trata de un archivo de texto que contiene las letras (lyrics) de una canción (generalmente un archivo MP3) junto a los tiempos en los que debe aparecer cada línea, algo similar a los archivos de subtítulos para el formato Divx. La primera versión (y la más difundida actualmente), contiene solamente el tiempo en el que debe comenzar a aparecer el texto, pero no permite el conocido bouncing ball de los Karaoke (señalar cada palabra a medida que es pronunciada en la melodía). Luego apareció una segunda versión que añadía esta característica.

## Formato interno
La extensión de estos archivos es LRC y suelen guardarse con el mismo nombre que el archivo multimedia que se desea utilizar. LRC simples contienen líneas que indican el tiempo:
- [mm:ss.xx] línea 1 canción
- [mm:ss.xx] línea 2 canción

...
...
...
- [mm:ss.xx] línea final canción

Ejemplo de la canción Speed of Sound de Coldplay:
- [0:19.129] How long before I get in?
- [0:21.953] Before it starts, before I begin?
- [0:26.430] How long before you decide?
- [0:30.227] Before I know what it feels like?
- [0:34.547] Where To, where do I go?

Para visualizarlos se necesita algún plug-in (generalmente gratuito) que se adosa al software reproductor de mp3. También actualmente algunos reproductores de MP3 portátiles soportan este formato.
NOTA: Algunos reproductores obligan a que tenga por delante el 0 del minuto de modo que si nos encontramos en el minuto [1:30.321] se debería de poner con cero por delante de modo que quedaría [01:30.321], para que nos lo permita reproducir correctamente.

## Etiquetas de identificación
Pueden aparecer antes de las letras, aunque algunos reproductores pueden tener conflictos con las mismas o simplemente las ignoran. Estas son:
- [ti:Título de la canción]
- [ar:Artista]
- [al:Álbum o Disco al que pertenece la canción]
- [la:Idioma de la letra]
- [offset:+/- Ajuste global de tiempos en milisegundos, + aumenta el tiempo, - lo disminuye]
- [re:El editor de subtítulos que se utilizó para crear el archivo]
- [by:Autor del archivo LRC]
- [ve:Versión del programa]